# Макки, Лаки
Эдвард Лаки МакКи (англ. Edward Lucky McKee; род. 1 ноября 1975) — американский кинорежиссёр, сценарист и актёр, наиболее известен фильмом «Мэй».

## Биография
Макки родился в городе Дженни-Линд, Калифорния. Он срежиссировал 10-й эпизод первого сезона популярного сериала «Мастера ужасов» под названием «Странная девушка». Срежиссировал фильм «Темный лес», который был выпущен на DVD 3 октября 2006 года. Был сорежиссером фильма ужасов «Все болельщицы умрут».